# Агітаційний театр
Агітаційний теа́тр (агіттеа́тр) — різновид масового театралізованого дійства на злободенну громадсько-політичну тему, що зародився в Червоній армії під час громадянської війни як один з дійових засобів масової комуністичної агітації.
Поширеними формами агітаційного театру були концерти-мітинги, інсценівки, політкарнавали, агітбалагани, композиції на теми історичних подій. Концерти-мітинги складалися з двох частин: політичної (виступи промовців) і художньої (концерт, інсценівка, вистава). Згодом «Усні газети», «Живі газети», «Сині блузи», агітпропбригади, театри малих форм (ТЕМАФОРи), театри робітничої (ТРОМи, або «Теробмоли»), колгоспної («ТЕКМОЛи», або «ТКОМи») молоді, агітбригади.
Сценічними площадками агітаційного театру служили солдатські окопи, агітпароплави і баржі, клубні приміщення, майданчики просто неба: вистави відбувалися на вулицях, площах, стадіонах. Під час травневих свят 1919 року в Києві на Софійській площі було розіграно інсценізацію «Звільнення праці» (сценарій Лева Нікуліна). 1 травня у багатьох містах України відбулися революційно-агітаційні політичні інсценізації «1 травня — свято пролетаріату», «Торжество пролетаріату». У Харкові проведено костюмований похід «Інтернаціоналу». З травня 1919 року такі інсценівки здійснювались у Полтаві, Катеринославі, Олександрії, Умані тощо:
- «РРФСР і єднання пролетарів світу» (1 травня 1921, Олександрія, сценарій Леоніда Чернова);
- "Морський концерт-мітинг «Повстання на броненосці „Потьомкін“»" (червень 1920, Одеса, Приморський бульвар);
- «Повстання арсенальців у 1917 році» (8 листопада 1927, Київський іподром).

Мітинги часто проводилися для популяризації і використання у потрібному дусі творчості видатних діячів культури. В Українській РСР особливу увагу привертали концерти-мітинги, присвячені пам'яті Тараса Шевченка.
Широко практикувалися театралізовані:
- агітсуди, або політсуди, зокрема: «Суд над капіталом», «Суд над буржуєм», «Суд над Жовтнем», «Суд над молодою гвардією», «суди» над Пілсудським, Скоропадським, Петлюрою, Махном, Денікіним, «Суд над паризькими комунарами», «Старий суд про жінку в революції», «Суд над розрухою», «Суд над старим побутом», «суди» над релігійними святами, меншовиками, неписьменністю;
- агросуди: «Суд над коровою», «Суд над межею», «Суд над сохою»;
- «суди» над героями літературних творів і театральних вистав: «Суд над героєм п'єси Карла Гуцкова „Уріель Акоста“», «Суд над героєм п'єси Михайла Арцибашева „Ревнощі“», «Суд над театросезоном 1925—1926 років у Києві».

Широко практикувалися «диспути» з відповідною режисурою на політичні, історичні, антирелігійні теми. В них перед аудиторією виступали Володимир Затонський, Микола Скрипник, Микола Подвойський, Дмитро Мануїльський, Панас Любченко. На площах під відкритим небом відбувалися театральні видовища, зокрема вистави класичної драматургії:
- «Близнята» Тита Макція Плавта (1919, Одеса, на сходах колишнього Миколаївського бульвару);
- «Витівки Скапена» Жана-Батиста Мольєра (Київ);
- «Зорі» Еміля Верхарна (Миколаїв) тощо.

Театральні режисери створювали політичні композиції — революційні агітки:
- «Перший Будинок Нового світу» (11 травня 1921, режисер Марко Терещенко, Театр імені Гната Михайличенка);
- «Печаль остання», «Небо горить», «Поема відваги», «Труд і капітал» (1921, Київ, приміщення цирку, згодом театру опери та балету);
- «Карнавал» (1923, Київ, за п'єсою Ромена Роллана «Лілюлі»);
- «Жовтень» (1922, Київ, сценарист і режисер Лесь Курбас, художник Вадим Меллер, театр «Березіль»);
- «Рур» (1923, Київ, сценарій Леся Курбаса, художник Вадим Меллер);
- «Пролог» (1927, Харків);
- «Жовтневий огляд» (1927, Харків, композиція Леся Курбаса).

Вплив агіттеатрів позначився на творчості багатьох митців світу, зокрема німецьких режисерів Ервіна Піскатора та Бертольда Брехта, а також на діяльності німецьких агітгруп («Колона — ліворуч», «Червоний шум», «Алярм», «Червоний рупор») та агітгруп інших країн.
Формування агіттеатрів в Українській РСР йшло трьома шляхами – самодіяльного театру, театру масових дій і театру просто неба. Учасниками й виконавцями вистав були професійні артисти, а також аматори, червоноармійці, робітники, сільська інтелігенція, студенти. В них брали участь Павло Тичина, Лев Нікулін, Рейнгольд Ґлієр, Лесь Курбас, Марко Терещенко, Костянтин Марджанов, Анатолій Петрицький.
У 1930-ті роки хоч і спостерігався певний спад у розвитку агіттеатрів, проте відроджувалася форма театралізованих мітингів, запроваджувалисяся масові трудові свята. У парках і на стадіонах здійснювалися інсценізації і театральні постановки, присвячені річницям Жовтневої революції 1917 року, уславленню подвигу челюскінців, льотчиків і полярників тощо. Змінився і характер агітп'єс на сцені театру «Березіль». З'явилися
документальні колажі
- «1905 рік на ХПЗ» (1931, Харків);
- «Народження Велетня» (1931, Харків);
- вистава-концерт «МРТО» (1931, Харків, режисер Кузьма Дігтяренко);

композиції
- «Товариш жінка» (1931, Харків, режисер Валентина Чистякова);
- «Чотири Чемберлени» (1931, 1933, Харків, режисер Борис Балабан).

Яскраві видовища допомагали відвернути увагу мас від голодомору, масових репресій; розпалювали «класову боротьбу», викликали ненависть до «ворогів народу», демонізували «куркульство» тощо.
Під час німецько-радянської війни агіттеатри існували у формах антифашистських конгресів і мітингів, концертів та фронтових агітбригад. Зокрема, агітбригада Харківського Будинку народної творчості (директор І. Рудаєв, режисер Володимир Оглоблін) виступала на всіх фронтах, дала близько 3 тисяч концертів; одна з київських агітбригад (пізніше Червоноармійський ансамбль пісні і танцю Південно-Західного фронту), у якій брали участь Юрій Тимошенко і Юхим Березін,  у рокип війни пройшла від Києва до Берліна. Були фронтові театри у партизанських з'єднаннях Сидора Ковпака, Олексія Федорова, Дмитра Медведєва та інших.
У 1950—1980-ті роки агітаційні вистави присвячувались в основному ювілейним та знаменним датам «червоного календаря СРСР» і були так само заполітизовані. Агітація і пропаганда переваг комунізму стала визначною темою більшості з них. У 1980-х роках були спроби робити агітвистави з елементами прихованої або прямої критики «застійної» дійсності з позиції революційної романтики, порушувати питання перебудови суспільного життя.
У незалежній Україні агіттеатри змінили своє тематичне спрямування. Масові видовища проводяться на відзначення державних свят, історичних дат та забутих імен. Агіттеатри є формою агітації у виборчих кампаніях.